# グレープシードオイル
グレープシードオイル（英語: grape seed oil）は、ヨーロッパブドウの種子から得られる油脂、つまり植物油の1種である。ワイン醸造の副産物として豊富に得られる種子を搾ることで生産される。

## 利用
ワインなどを醸造するときに取り除かれたヨーロッパブドウ（学名：Vitis vinifera）の種を原料とする。グレープシードは、果実やワインの原料用に栽培されている3000種の栽培種があるともいわれているブドウの種のことで、ブドウの品種によって油の成分にも多少の違いがある。そのブドウの種を搾って作られるグレープシードオイルは、無味無臭でサラッとした味わいがあり、食用やマッサージ用に利用されている。コレステロール、トランス脂肪酸とも0%で、抗酸化作用に優れたビタミンEやポリフェノールを多く含んでいる。ビタミンE同族体のトコフェロールも多く含むため、酸化しにくいという利点もある。
グレープシードオイルは、なめらかに浸透し、滑りが良くべとつかない性質を持っており、ヨーロッパでは古くから調理用の食用油、健康食品として利用されている。揚げ物や炒め物に使うと軽く仕上がり、ドレッシング用の油にも適している。また、アロマトリートメントを行う際に精油を希釈するキャリアオイルとしても人気がある。アメリカでは、低アレルギー性のクリームに配合されている。

### 調理
発煙点は216°C。ほぼ無臭で、食材の香りを生かすことができる。さらに透き通った色、淡い味わい、豊富な多価不飽和脂肪といった特徴から、ドレッシングやマヨネーズの油として使われたり、ガーリックオイル、ローズマリーオイルといったスパイス、ハーブを加えたオイルのベースとして用いられる。パンやケーキなどのオーブン調理、パンケーキ、ワッフルには広く用いられている。また同じくヨーロッパブドウを原料として作られることもある、レーズンの風味を長持ちさせるために噴霧される場合もある。
生理的熱量は100 gあたり3,700 kJ (880 kcal)、15 ml（大さじ1）につき500 kJ (120 kcal)である。

### 化粧品
皮膚の保湿を目的とする化粧品に適した素材である。淡く薄いグレープシードオイルをアロマテラピーで用いる精油に対してキャリアオイルとして用いると、皮膚に光沢のある膜を残す。キャリアオイルとしては、リノール酸を他のオイルよりも豊富に含んでいる。
剃毛時の潤滑油や頭髪の育毛目的でも使用される。

### 医学的な利点
グレープシードオイルは、いくつかの健康上の利点を有している。1993年の研究では、高密度リポタンパク質（善玉コレステロール）を増し、低密度リポタンパク質（悪玉コレステロール）の減少を助ける働きがあると指摘された。
抗酸化物質やその他の生物活性物質も含まれており、低温圧搾されたグレープシードオイルにはごく僅かな不溶性物質しか残らない。例えば、十分に多量のレスベラトロールがブドウの種に存在しており、これを抽出して商用とされるが、グレープシードオイルにはほとんど含まれていない。

### 医学的な問題点
しばしば多環芳香族炭化水素を有害とされるほどの量を含んでいる。これは乾燥工程において燃焼ガスに直接接触するためである。

## 組成

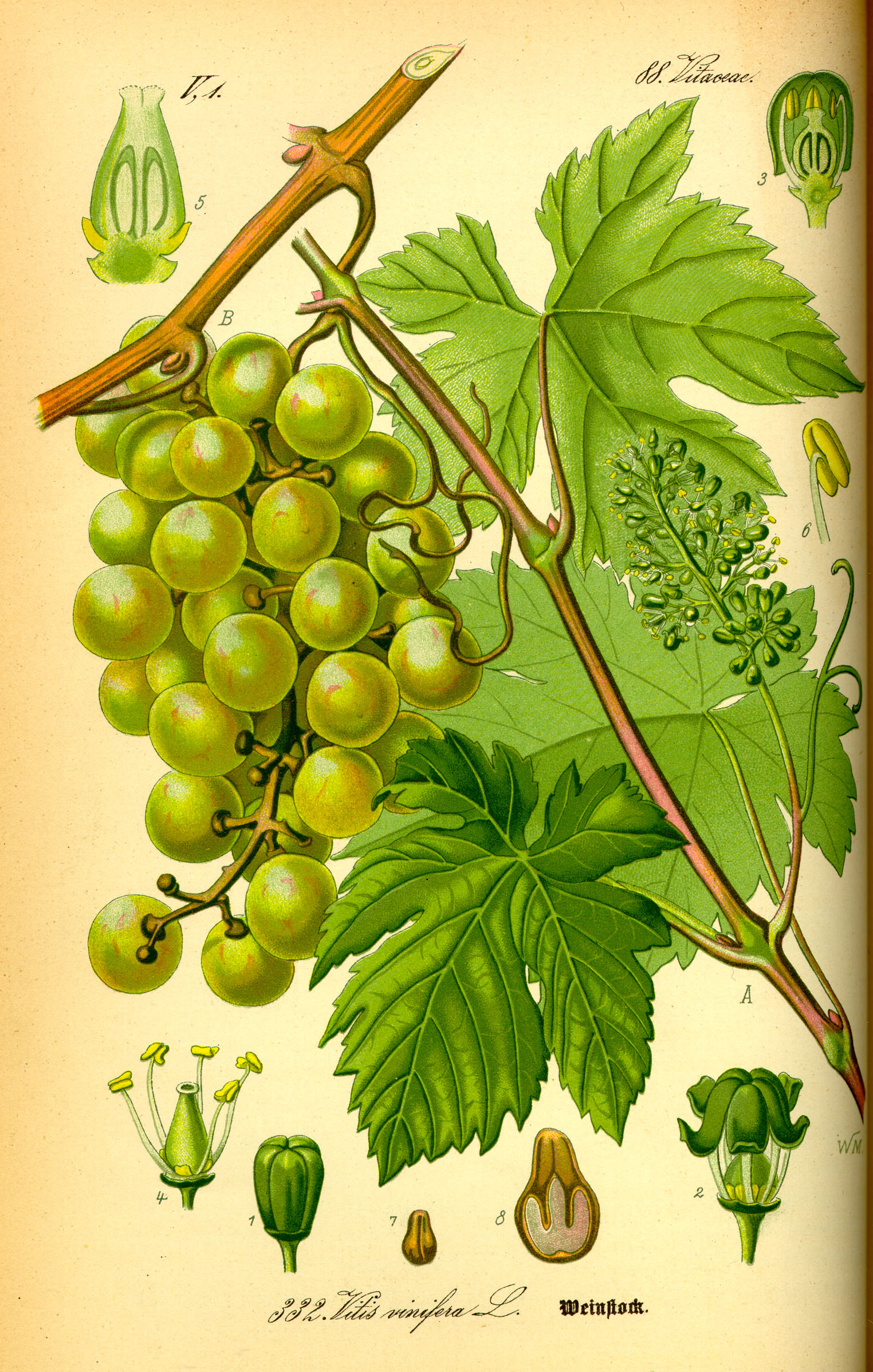
種（7、8）とブドウ

| 脂肪酸                                | 種類            | %      |
| ------------------------------------- | --------------- | ------ |
| リノール酸                            | ω-6不飽和脂肪酸 | 69.6%  |
| オレイン酸                            | ω-9不飽和脂肪酸 | 15.8%  |
| パルミチン酸 （ヘキサデカン酸）       | 飽和脂肪酸      | 7%     |
| ステアリン酸 （オクタデカン酸）       | 飽和脂肪酸      | 4%     |
| α-リノレン酸                          | ω-3不飽和脂肪酸 | 0.1%   |
| パルミトレイン酸 （9-ヘキサデセン酸） | ω-7不飽和脂肪酸 | 1%未満 |

0.8%から1.5%の不けん化物も含み、フェノール類としてトコフェロール、ステロイドとしてカンペステロール、β-シトステロール、スチグマステロールが含まれている。少量のビタミンEを含むが、サフラワー油、綿実油、こめ油よりは少ない。多価不飽和脂肪酸を豊富に含み、飽和脂肪酸は少量である。